# Casbia idiocrossa
Casbia idiocrossa är en fjärilsart som beskrevs av Turner 1947. Casbia idiocrossa ingår i släktet Casbia och familjen mätare. Inga underarter finns listade i Catalogue of Life.